# Al-Mardż
Al-Mardż albo Barka – miasto w północno-wschodniej Libii (Cyrenajka), na wybrzeżu Morza Śródziemnego. Około 87 tys. mieszkańców. Stolica gminy Al Mardż.
21 lutego 1963 roku miasto zostało poważnie zniszczone w wyniku trzęsienia ziemi. Odbudowane zostało w nowej lokalizacji – na wyżej położonym i geologicznie bezpieczniejszym miejscu.